# Steppa dell'Anatolia centrale
La steppa dell'Anatolia centrale è un'ecoregione situata nell'Asia occidentale, appartenente al bioma delle praterie, savane e macchie temperate, che comprende parte della Turchia centrale (codice ecoregione: PA0803).

## Territorio
Questa ecoregione è costituita principalmente da tre aree distinte di vegetazione steppica situate nell'Anatolia centrale. L'area più estesa, dominata dal lago Tuz, si trova nel centro del bacino anatolico. I margini settentrionali ed orientali di quest'area sono definiti da un lungo arco descritto dal fiume Kızılırmak, il più lungo dell'Anatolia. Questo arco si estende dalle vicinanze di Çankırı, a nord del lago Tuz, fino alla zona di Nevşehir a est. La seconda area dell'ecoregione si trova nella piana di Karapınar, a sud del lago Tuz, ed è separata dal nucleo centrale mediante l'altopiano di Obruk; rappresenta l'estremità meridionale dell'ecoregione. I bacini fluviali dei fiumi Porsuk e Sakarya costituiscono la terza area, la più occidentake, separata dalla regione centrale dagli altopiani di Haymana e Cihanbeyli.
Queste tre aree della steppa anatolica centrale sono quasi completamente circondate da una zona in cui la vegetazione dominante è costituita da foreste decidue. L'elemento principale che distingue questa regione steppica dall'ecoregione forestale circostante è l'assenza totale di formazioni legnose. Quest'area è nota come «steppa vera», mentre le aree limitrofe vengono considerate «steppe antropiche» in quanto hanno perso la copertura forestale a causa dell'attività umana.
Non vi sono montagne né altopiani elevati, e l'altitudine media è di circa 1.000 metri. Le piane e i bacini fluviali costituiscono le formazioni geomorfologiche principali, delimitati dagli altopiani menzionati. La geologia dell'area è dominata da depositi alluvionali giovani e formazioni oligo-mioceniche ricche di gesso e sali. Come nelle foreste decidue circostanti, il clima continentale dominante è caratterizzato da inverni freddi ed estati calde e secche. Le precipitazioni annuali variano tra i 400 e i 500 mm, con minimi locali attorno ai 300 mm in relazione alla microtopografia.
Le principali formazioni della regione sono le steppe saline e i laghi poco profondi. Tra gli esempi più rappresentativi vi sono il lago Tuz (fino a 190.000 ha), il lago Tersakan (6.400 ha), la palude di Eşmekaya (11.250 ha), e le piane di Çumra, Ereğli, Çalıkdüzü e Karapınar. Le condizioni salmastre favoriscono lo sviluppo di piante alofile, mentre le specie legnose sono assenti. Le specie più abbondanti appartengono alle famiglie Chenopodiaceae e Plumbaginaceae.
Il lago Tuz, secondo per estensione nell'Anatolia centrale, si trova a 829 m di altitudine ed è alimentato da corsi d'acqua stagionali. Durante l'estate gran parte dell'acqua evapora, lasciando uno strato di sale spesso fino a 30 cm. La concentrazione salina diminuisce dal centro verso la periferia del letto lacustre, determinando la zonazione delle comunità vegetali. Le specie più tolleranti alla salinità si trovano al centro del bacino, mentre le steppe ad Artemisia si insediano nelle zone periferiche. Anche la microtopografia gioca un ruolo decisivo nella distribuzione delle comunità vegetali. In base al grado di salinità, le comunità floristiche attorno al lago Tuz sono così suddivise:
- Salicornia europaea: cresce nelle aree da poco prosciugate; può raggiungere coperture fino al 95% in alcune località;

- Halocnemum strobilaceum: genere quasi monospecifico, con coperture fino al 90%; possono associarsi Salsola stenoptera e Limonium iconium;

- associazione Atropis distans-Limonium gmelini: cresce a macchie sparse; è meno alofila delle precedenti. Altre specie associate includono Limonium globuliferum, Juncus maritimus, Plantago crassifolia, Salicornia europaea e Halocnemum strobilaceum;

- Acantholimon birandii: si sviluppa su suoli sabbioso-limosi vicino al lago e si associa a Petrosimonia triandra, Salsola anatolica, Halocharis sulphurea, Kochia prostrata, Suaeda prostrata, Tripleurospermum praecox, Stipa hohenackeriana, S. lagascae e Haplophyllum suaveolens;

- associazione Frankenia hirsuta-Limonium iconium: visibile su pendii lievi pendii attorno al lago Tuz. Le specie associate comprendono: Reaumuria alternifolia, Salsola inermis, Camphorosma monspeliaca, Apera intermedia, Petrosimonia brachiata, Salsola vermiculata, Atriplex tatarica;

- associazione Salsola inermis: forma la fascia più esterna, limitrofa alla steppa ad Artemisia. Si riscontra anche in prossimità dei laghi Acı e Tersakan nella regione meridionale di Ereğli. Le specie associate includono: Aeluropus lagopoides, Kochia prostrata, Cynodon dactylon, Bromus tectorum, Hordeum murinum, H. marinum, Agropyron cristatum, Atriplex lasiantha, Agrostis spica-venti.

A causa del regime idrico peculiare, il ciclo fenologico delle alofite del lago è del tutto distinto da quello della vegetazione steppica circostante: la fioritura si concentra tra agosto e ottobre, quando le altre formazioni si trovano nella fase secca di rallentamento vegetativo.
Nelle condizioni meno saline delle piane di Karapınar, domina Limonium anatolicum, accompagnato da Petrosimonia brachiata, Alhagi pseudalhagi, Salsola crassa, Petrosimonia nigdeensis e Frankenia hirsuta. Un'associazione comune è Juncus maritimus – Limonium globuliferum, che forma prati paludosi con Tamarix gracilis. Nelle paludi d'acqua dolce o debolmente salmastre prevalgono Phragmites australis e Juncus heldreichianus subsp. orientalis, con un'elevata percentuale di endemismi.
La seconda area, a sud del lago Tuz, ospita steppe salate e un lago salmastro poco profondo. Nelle zone con falda freatica più elevata si formano comunità estese di Juncus heldreichianus, Aeluropus littoralis e Puccinellia convoluta. Le steppe salate sono dominate da Lepidium cartilagineum, Panderia pilosa, Suaeda altissima, Frankenia hirsuta, Limonium lilacinum e Acantholimon halophilum.

## Flora
Questa ecoregione, unica per le sue formazioni saline, rappresenta uno dei centri di endemismo della ricca flora anatolica. Sono stati identificati 12 taxa di piante vascolari endemici del solo lago Tuz. Tra le famiglie meglio rappresentate, le Chenopodiaceae comprendono circa 35 specie, tra cui 6 endemiche e 3 generi monotipici. Le Plumbaginaceae includono 14 specie, di cui 3 endemiche. Altre specie endemiche presenti nell'area sono: Gladiolus halophilus, Acantholimon halophilum, Ferula halophila, Asparagus lycaonicus, Allium vuralii, Verbascum pyroliforme, Salvia halophila, Salsola stenoptera, Kalidiopsis wagenitzii, Limonium iconium, Limonium anatolicum, Limonium tamaricoides, Hypericum salsugineum, Onosma halophila e Taraxacum mirabile.
Kalidiopsis wagenitzii è una delle specie endemiche più significative, con distribuzione estremamente limitata. Si rinviene all'interno delle comunità a Halocnemum strobilaceum tra Eskil e Yenikent.

## Fauna
Tra i mammiferi presenti nelle steppe saline si segnalano: Scarturus williamsi, Spermophilus xanthoprymnus, il criceto dorato di Turchia (Mesocricetus brandti), il tasso (Meles meles) e la puzzola marmorizzata (Vormela peregusna), quest'ultima considerata vulnerabile dalla IUCN. Si sospetta la presenza del lupo (Canis lupus) nel bacino del lago Tuz. Tra i rettili di rilievo segnalati vi sono: Laudakia stellio, Heremites auratus, Xerotyphlops vermicularis, Platyceps najadum e Hemorrhois nummifer.
Una specie ittica endemica del bacino del lago Tuz è Pseudophoxinus crassus, di grande interesse ecologico, presente nei corsi d'acqua che alimentano il lago.
Le allodole sono tra gli uccelli più tipici degli ambienti steppici, e si conoscono sei specie presenti nell'area. Di particolare interesse è la sottospecie locale Alaudala heinei subsp. aharonii, endemica dei margini aridi dei laghi salini e sodici dell'altopiano centrale. La regione riveste inoltre un'importanza cruciale per la conservazione di piccole popolazioni di otarda maggiore (Otis tarda) e gallina prataiola (Tetrax tetrax), quest'ultima rappresentante l'unica popolazione conosciuta in Turchia. Entrambe le specie sono considerate globalmente minacciate.
La regione ospita 10 Important Bird Areas (IBA), tutte costituite da zone umide: lago Seyfe, bacino di Hirfanlı, lago Kulu, paludi di Ereğli, piana di Karapınar, palude di Eşmekaya, paludi di Hotamış, lago Bolluk, lago Tersakan e lago Tuz. Queste IBA sono importanti sia per le popolazioni nidificanti, sia per gli uccelli acquatici che vi svernano o sostano durante le migrazioni. In inverno, la regione ospita numeri rilevanti di oca lombardella (Anser albifrons) e casarca ferruginea (Tadorna ferruginea).

## Conservazione
Nel 2001, il lago Tuz è stato dichiarato Area di Protezione Speciale (SPA), includendo l'intera superficie del lago, i bacini idrici circostanti e alcune importanti aree steppiche adiacenti. L'Autorità turca per le Aree di Protezione Speciale (ASPA) sta attualmente sviluppando un progetto volto a ridurre la quantità di agenti inquinanti che raggiungono l'area, anche se non è chiaro se tale intervento sarà sufficiente per garantire una gestione efficace delle risorse naturali e per scopi conservazionistici. Sebbene le paludi salmastre non ospitino specie vegetali appetibili per il bestiame, gran parte dell'area risulta comunque soggetta a sovrapascolo. In particolare, la steppa ad Artemisia fragrans, ai margini della steppa salata, è fortemente degradata per questa ragione.
Le principali minacce per le zone umide, i laghi salati e i bacini di acqua dolce della regione derivano dall'alterazione dei regimi idrologici naturali e dall'eccessivo sfruttamento delle risorse idriche dolci. Nonostante il contesto climatico arido e salmastro, alcuni progetti irrigui sono riusciti a utilizzare l'acqua dei torrenti che alimentano il lago Tuz e altre sorgenti sparse per convertire le steppe saline in campi agricoli. Questo processo ha un impatto diretto sulla biodiversità, attraverso la conversione di habitat salini di elevato valore ecologico in colture monocolturali, e un impatto indiretto, attraverso la distrazione delle risorse idriche da ecosistemi naturali verso usi agricoli. Ne deriva anche un'ulteriore riduzione del contenuto di acqua dolce nei laghi, nelle paludi e nei corsi fluviali. Un esempio significativo delle potenziali minacce derivanti dalla conversione agricola è rappresentato dal tentativo in corso di avviare un progetto di sviluppo nel bacino di Konya, con l'obiettivo di convertire 240.000 ettari in terreni coltivabili per la produzione di barbabietola da zucchero. L'aspetto più distruttivo del progetto prevede la deviazione del 15% del flusso del fiume e del delta del Göksu verso la pianura di Konya. Un altro esempio emblematico è quello delle paludi di Eşmekaya, che godono dello status di Riserva permanente della fauna selvatica dal 1994 e sono classificate anche come Sito archeologico di rilevanza nazionale. Queste paludi costituiscono una delle poche zone umide d'acqua dolce all'interno dell'ampio bacino salato. Tuttavia, sebbene la caccia sia vietata, altre attività come il taglio delle canne e l'irrigazione non sono regolamentate. Inoltre, l'ente statale per le opere idrauliche (SHW) ha in programma di prosciugare il sito a fini agricoli e costruire un invaso all'estremità settentrionale del lago per l'irrigazione dei terreni agricoli.